# Maestro di San Severino
Il Maestro di San Severino (fl. XV secolo) è stato un pittore italiano, attivo a Napoli tra il 1475 e il 1500 circa.

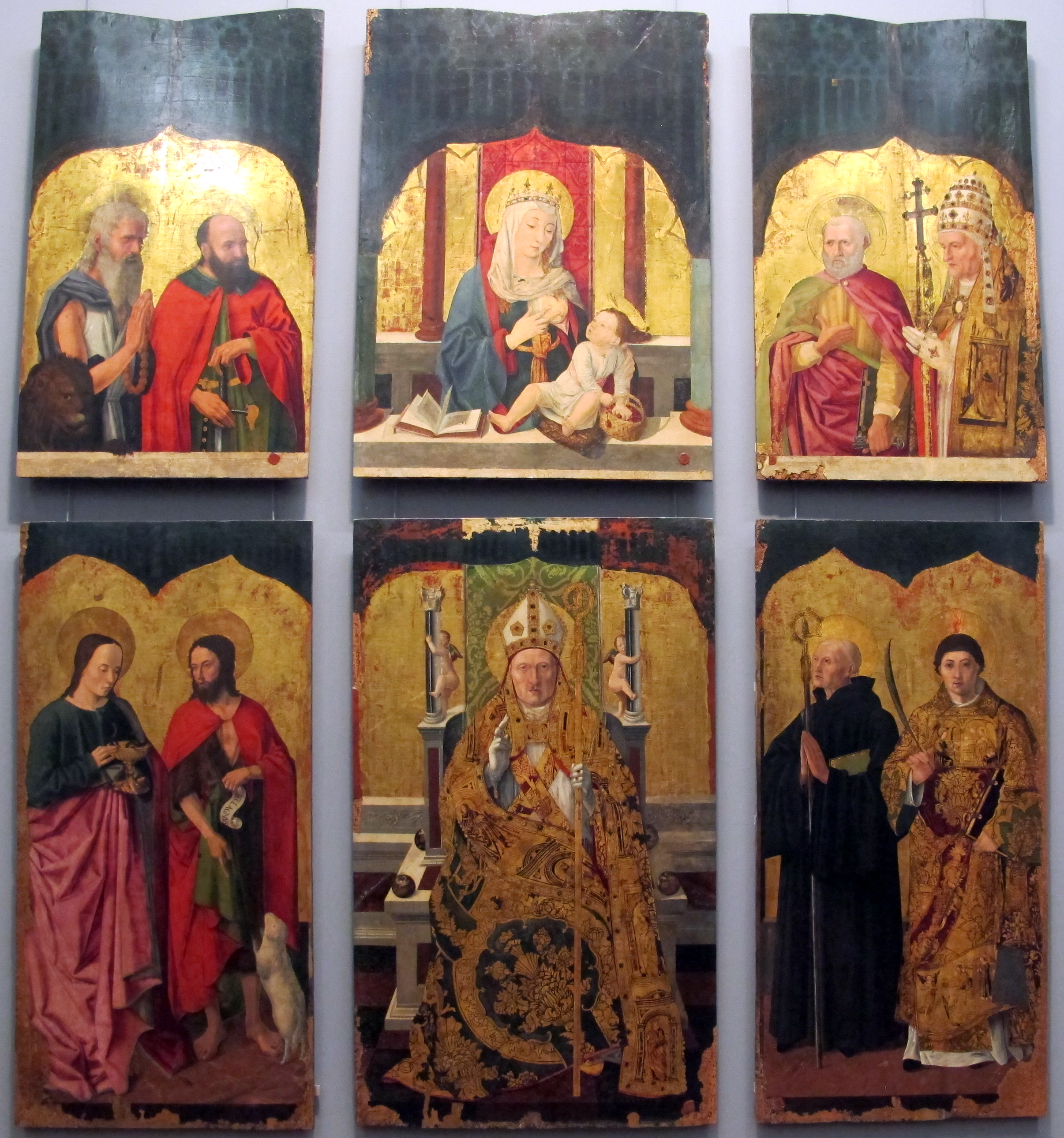
San Severino in trono e santi, 1472 circa, Capodimonte (da chiesa dei Santi Severino e Sossio)

Il maestro anonimo deve il suo nome a un polittico smembrato già sull'altare maggiore della chiesa dei Santi Severino e Sossio a Napoli, originariamente composto da sei scomparti su due registri principali e una predella. Seguace di Antonello da Messina, non estraneo a influenze francesi, la sua figura fu individuata da Roberto Longhi e studiata da Federico Zeri.